# Fugget About It
Fugget About It (también llamado ¡Olvídenlo! en Hispanoamérica y Faut pas rêver! en Quebec) es una serie de televisión animada para adultos canadiense creada por Nicholas Tabarrok y Willem Wennekers La serie se emitió originalmente del 7 de septiembre de 2012 al 25 de marzo de 2016.
En octubre de 2024, comenzaron a estrenarse nuevos cortos de 2 a 3 minutos en el canal de YouTube del programa. En julio de 2025, la serie empezó a retransmitirse en la versión hispanohablante de Adult Swim.

## Argumento
La serie sigue a Jimmy Falcone, un gángster de la mafia neoyorquina, quien se muda a Regina, Saskatchewan, para unirse a un programa de protección de testigos tras asesinar a su jefe mafioso, Don Gambini. Mientras suplica por la vida de su tío Francesco «Cheech» Falcone, Don Gambini le dice a Jimmy que estaba obligado a matarlo. Luego hace una insinuación sexual sobre Theresa, su hija mayor, por lo que un furioso Jimmy procede a lanzar impulsivamente a Don Gambini por la ventana del piso 19, causándole la muerte. El resto de la mafia Gambini toma represalias intentando matar a Jimmy, sin importarle si algún miembro de su familia muere. Sin más opciones, Jimmy llega a un acuerdo con el FBI para proteger a su familia, y acuerdan poner a los Falcone bajo protección de testigos si Jimmy testifica contra sus compañeros mafiosos. Esto resulta en que Jimmy y su familia se muden a Regina para que comiencen una nueva vida bajo el apellido de McDougal.

## Personajes
- James Danger «Jimmy» Falcone (McDougal): es el protagonista principal de la serie. Después de que su tío Cheech fuera descubierto exponiendo repetidamente secretos de la mafia (tales como el lugar de entierro de Jimmy Hoffa o la Cienciología) en bares y clubes, Jimmy se vio obligado a suplicarle a su jefe, Don Gambini, que lo salvara. Sin embargo, su petición fue rechazada y Gambini hizo un comentario grosero hacia Theresa, la hija de Jimmy. En represalia, Jimmy mató a Gambini arrojándolo por la ventana de un rascacielos. Poco después de la muerte de Gambini, la mafia de Gambini intentó matar a Jimmy en represalia, sin importarle si habían matado a su familia en el proceso. Para evitar represalias, delató a sus antiguos compañeros de la mafia al FBI y, como resultado, su familia se trasladó a Saskatchewan a través del programa de protección de testigos. Llama constantemente a la ciudad «Vagina» (entre muchos otros malapropismos) a pesar de que el programa de protección de testigos le ha ofrecido un trabajo en la Oficina de Turismo de Regina. Se ajusta al arquetipo de gánster estoico y masculino, aunque ocasionalmente expone sus facetas más sensibles. Jimmy también se preocupa profundamente por su familia, a pesar de sus defectos y fracasos, incluyendo a Cheech, cuyas travesuras le han causado, y siguen causándole, problemas. Su lucha por integrar con éxito sus instintos de pandillero con el estilo de vida canadiense es el motor de muchas de las tramas de la serie.

- Cookie Falcone (McDougal): es la esposa de Jimmy, con quien se enfada rápidamente si este no cumple con sus caprichos. Antes de su vida actual, se revela que Cookie era una stripper y que un dia normal de trabajo, conoció a quien sería su marido. Ama a sus hijos, pero expresa cierto resentimiento hacia Cheech, quien fue la causa de la mudanza de su familia a Canadá. Con frecuencia, a Cookie se la representa como la voz de la razón. Tiene un hermano llamado Paulie, similar a Petey, pero se siente incapaz de hablar de él en familia debido a su traición a Jimmy en el pasado.

- Francesco «Cheech» Falcone (McDougal): es el tío de Jimmy. La incapacidad de Cheech para guardarse secretos de la mafia es la principal razón por la que la familia Falcone se encuentra en protección de testigos. Es alcohólico y sus disparatadas travesuras suelen impulsar las tramas de los episodios. A pesar de su idiotez, Jimmy se preocupa mucho por él y a menudo intenta mantenerlo a raya. El resto de la familia es algo más ambivalente hacia Cheech, tratándolo con distintos grados de frialdad. Gina, en particular, parece detestar, o incluso odiar, a Cheech.

- Theresa Maria Falcone (McDougal): es la hija mayor de Jimmy y Cookie. Tiene 17 años y encaja con el arquetipo de la chica despistada, ingenua y promiscua, que suele usar su belleza para atraer y explotar a los chicos. Es superficial y materialista, pero muestra un lado un poco más sensible a medida que avanza la serie.

- Peter Frampton «Petey» Falcone (McDougal): es el hijo mediano y único varón de Jimmy y Cookie. Tiene 16 años, es un estudiante sobresaliente y se declara activista comprometido con diversos temas (generalmente ambientalismo y pacifismo). En la escuela, Petey es impopular y muchos otros niños lo consideran un «perdedor». Su personalidad e intereses intelectuales contrastan fuertemente con los de su familia. En un momento dado, mientras intenta comprender la discrepancia, Petey llega a creerse adoptado, tras lo cual se revela que simplemente se parece a otra rama de la familia, en concreto a su tío Paulie. Es el único miembro de la familia que está contento con la mudanza a Saskatchewan, tras haber odiado la «vida de antes».

- Gina Madonna Falcone (McDougal): es la hija menor de Jimmy y Cookie. Con apenas 7 años, posee la mentalidad de un mafioso, que a menudo se convierte en sociópata. A veces, Gina expresa su deseo de matar a Cheech por crear las circunstancias que los obligaron a mudarse. Está enamorada de Carmine, el hijo de Don Gambini, quien es similar a ella y le corresponde.

- Agente Strait McCool: es el agente de la Policía Montada del Canadá. Se le retrata como alguien bienintencionado, amable y respetuoso con la ley, asignado a supervisar a la familia McDougal. Como agente de la ley, McCool es extremadamente competente, aunque irrealista, y en un episodio su superior lo describe como alguien que «limpió todo el oeste del país». Es una constante molestia para Jimmy cada vez que este intenta llevar a cabo un plan. McCool revela que su padre lo abandonó y que su única pariente conocida es su madre. Su lema es «Por Canadá, dónde...» o «Por Canadá, y...», terminando con un aforismo aparentemente humorístico o un resumen conciso relacionado de alguna manera con la conversación actual, la trama del episodio o la cultura canadiense en general.

## Episodios
| Temporada | Temporada | Episodios | Emisión original        | Emisión original        |
| Temporada | Temporada | Episodios | Comienzo                | Final                   |
| --------- | --------- | --------- | ----------------------- | ----------------------- |
|           | 1         | 13        | 7 de septiembre de 2012 | 30 de noviembre de 2012 |
|           | 2         | 13        | 5 de septiembre de 2013 | 5 de diciembre de 2013  |
|           | 3         | 20        | 28 de octubre de 2015   | 25 de marzo de 2016     |